# تشو تشيان
تشو تشيان (بالصينية: 周倩) هي مصارعة الهواة صينية، ولدت في 11 مارس 1989.

## روابط خارجية
- تشو تشيان على موقع قاعدة بيانات المصارعة الدولية (الإنجليزية)
- تشو تشيان على موقع أوليمبيديا (الإنجليزية)